# Авдаков Микола Степанович
Микола Степанович Авда́ков (28(16) лютого 1847 — 24(11) вересня 1915) — один з найвідоміших і найвпливовіших промисловців Донецького басейну кінця 19 — початку 20 ст. За фахом гірничий інженер, дійсний статський радник. Його річний дохід становив понад 400 тисяч рублів.

## Життя і діяльність
Розпочав діяльність як управитель вугільних копалень Російського товариства пароплавства і торгівлі. Від 1879 року брав участь у роботі з'їздів гірничопромисловців Південної Росії і протягом 1879—1906 років щорічно обирався уповноваженим гірничопромисловців Донбасу для виконання їхніх клопотань перед урядом. Брав участь у розробці найважливіших проєктів з'їздів (про будівництво на Донбасі залізниць, удосконалення південних морських портів), тарифів на перевезення залізницями вугільних вантажів, здійснював застосування робітничого законодавства на рудниках і заводах Донбасу тощо. Був членом Ради з гірничопромислових справ при Міністерстві землеробства і державних маєтностей, а також членом Ради в залізничних справах при Міністерстві шляхів. 2 листопада 1900 року обраний головою Ради з'їздів гірничопромисловців Південної Росії, а 1903 року — головою Ради з'їздів представників промисловості й торгівлі, водночас виконував обов'язки голови Харківського біржового комітету й голови Харківської вугільної біржі. 16 березня 1906 року на з'їзді представників торгівлі й промисловості обраний членом Державної ради Російської імперії від промисловості й незабаром увійшов до складу фінансової комісії Державної ради.

## Твори
Авдакову належить кілька праць про гірничозаводську промисловість, перевезення вугільних вантажів, санітарний стан на кам'яновугільних рудниках, надрукованих у «Южно-Русском горном листке», «Горнозаводском листке» та ін.